# Менді (фільм)
«Менді» (англ. Mandy) — фільм жахів 2018 року про подружжя, яке стало жертвою релігійного культу в компанії пекельної байкерської банди. Світова прем'єра стрічки відбулась на кінофестивалі «Санденс» у 2018 році.

## Сюжет
США. 1983 рік. Ред Міллер працює лісорубом. Він з дружиною Менді живе в будинку в лісі. У вільний час пара рибалить, також жінка пише еротичні картини. Одного дня Менді зустрічає групу людей, частина з них знаходилась у трансі. Її помічає лідер Єремія. Через певний час пару викрадають. Єремія вважає Менді особливою. Він намагається мастурбувати на неї, але в нього не виходить, що викликає сміх у Блум. Її приносять у жертву.
Реду вдається звільнитися. Вдома він марить: бачить картини дружини, які ожили. Чоловік забирає у товариша арбалет. Той застерігає його, розповівши про сектантів Чорного Черепа, які весь час знаходяться під дією наркотиків та вбивають.
Міллер вистежує групу байкерів та чинить розправу. У Хіміка, який виготовляє наркотики, він випускає тигрицю Ліззі. Потім він прямує до святилища, де перемагає ще кількох сектантів. Він підпалює святилище з Єремією. В машині Реду здається, що Менді сидить поряд, але поступово видіння зникає.

## У ролях
| Актор           | Роль        |
| --------------- | ----------- |
| Ніколас Кейдж   | Ред Міллер  |
| Андреа Райзборо | Менді Блум  |
| Річард Брейк    | Хімік       |
| Лайнас Роуч     | Єремія Сенд |
| Білл Дьюк       | Карутерс    |
| Нед Деннегі     | Брат Суон   |
| Лайн Піє        | Сестра Люсі |
| Олуен Фуере     | Мати Марлен |
| Клеман Баронне  | Брат Клопек |
| Гейлі Сейуелл   | Сіс         |

## Створення фільму

### Виробництво
Зйомки фільму проходили в Бельгії.

### Знімальна група
- Кінорежисер — Панос Косматос
- Сценаристи — Панос Косматос, Аарон Стюарт-Ан
- Кінопродюсери — Нейт Болотін, Мартін Метц, Деніел Ноа, Едріан Політовсі, Джош С. Волкер, Елайджа Вуд
- Композитор — Йоганн Йоганнссон
- Кінооператор — Бенжамін Лоеб
- Кіномонтаж — Бретт В. Бекмен
- Художник-постановник — Губерт Пуй
- Художник-декоратор — Ільзе Віллокс
- Художник-костюмер — Еліс Ейссартьє
- Підбір акторів — Лара Менворінг, Себастіан Мораделлос, Мустафа Соауіді[5]

## Сприйняття

### Критика
Фільм отримав схвальні відгуки. На сайті Rotten Tomatoes оцінка стрічки становить 92 % на основі 213 відгуків від критиків (середня оцінка 7,7/10) і 67 % від глядачів із середньою оцінкою 3,6/5 (3 201 голос). Фільму зарахований «свіжий помідор» від кінокритиків та «попкорн» від глядачів, Internet Movie Database — 6,6/10 (32 885 голосів), Metacritic — 81/100 (30 відгуків критиків) і 6,9/10 (153 відгуки від глядачів).

### Номінації та нагороди
| Нагороди та номінації фільму «Менді» | Нагороди та номінації фільму «Менді»                   | Нагороди та номінації фільму «Менді» | Нагороди та номінації фільму «Менді» | Нагороди та номінації фільму «Менді» | Нагороди та номінації фільму «Менді» |
| Рік                                  | Кінофестиваль/кінопремія                               | Категорія/нагорода                   | Номінант                             | Результат                            |                                      |
| ------------------------------------ | ------------------------------------------------------ | ------------------------------------ | ------------------------------------ | ------------------------------------ | ------------------------------------ |
| 2018                                 | Асоціація кінокритиків Чикаго                          | Найкраща музика до кінофільму        | Йоганн Йоганнссон                    | Номінація                            |                                      |
| 2018                                 | Спілка кінокритиків Детройта                           | Найкраща музика                      | Йоганн Йоганнссон                    | Номінація                            |                                      |
| 2018                                 | Коло кінокритиків Дубліна                              | Найкращий фільм                      | «Менді»                              | Номінація                            |                                      |
| 2018                                 | Коло кінокритиків Дубліна                              | Найкращий операторська робота        | Бенжамін Лоеб                        | Номінація                            |                                      |
| 2018                                 | Голлівудська нагорода за музику в засобах інформації   | Найкраща музика                      | Йоганн Йоганнссон                    | Номінація                            |                                      |
| 2018                                 | Міжнародний фестиваль фантастичних фільмів у Невшателі | Найкращий фільм                      | Панос Косматос                       | Номінація                            |                                      |
| 2018                                 | Коло кінокритиків Фінікса                              | Найкращий фільм жахів                | «Менді»                              | Номінація                            |                                      |
| 2018                                 | Коло кінокритиків Сіетла                               | Найкраща музика                      | Йоганн Йоганнссон                    | Перемога                             |                                      |
| 2019                                 | «Незалежний дух»                                       | Найкращий операторська робота        | Бенжамін Лоеб                        | Номінація                            |                                      |
| 2019                                 | Спілка кінокритиків Х'юстона                           | Найкращий дизайн постера             | «Менді»                              | Номінація                            |                                      |